# (1209) Pumma
(1209) Pumma est un astéroïde de la ceinture principale découvert le 22 avril 1927 par l'astronome allemand Karl Wilhelm Reinmuth. Le lieu de découverte est Heidelberg (024). Sa désignation provisoire était 1927 HA.
Sa distance minimale d'intersection de l'orbite terrestre est de 1,739380 ua.